# Lindenmuseum Clara Schumann
Het Lindenmuseum Clara Schumann is een klein museum in Schmorsdorf, Müglitztal, in de Duitse deelstaat Saksen. Het is gewijd aan de componiste en pianiste Clara Schumann (1819-1896).
Het staat naast een eeuwenoude linde die voor het eerst in 1630 tijdens de Dertigjarige Oorlog werd beschreven. Het huisje werd gebouwd voor 1888. Ernaast staan drie oude lapidarium-zuilen en een bronzen buste van Schumann.
Het museum werd op 27 mei 2006 geopend en wordt met een vloeroppervlak van 6,85 m² gerekend als het kleinste vrijstaande museum van Saksen. Door middel van vier grote platen wordt ingegaan op haar leven en werk. Toen ze op bezoek was bij de familie Serre op het slot Maxen bezocht ze deze plek enkele malen. In het museumhuisje wordt hier een link mee gelegd door de vertoning van de film Maxen 1955 van Ernst Hirsch (1936) via een televisietoestel.

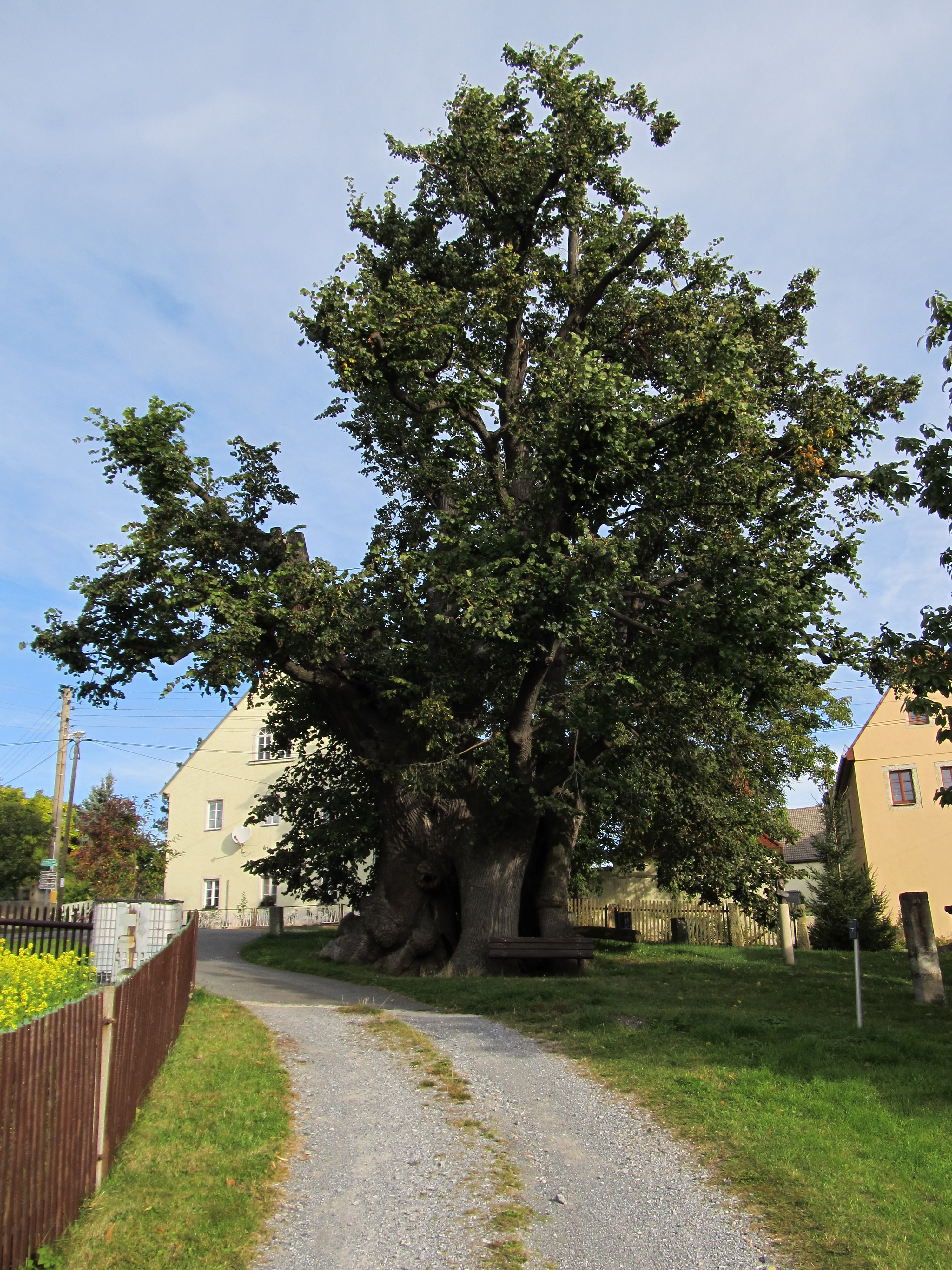
De eeuwenoude linde